# Överdiek
Der Överdiek ist ein See in der Gemeinde Timmendorfer Strand im Kreis Ostholstein in Schleswig-Holstein – er liegt westlich von Timmendorfer Strand am gleichnamigen Ortsteil Överdiek.
Er hat eine sehr unregelmäßige Form aus einer großen Wasserfläche im Süden, die sich in drei schmale Arme verzweigt und einer nördlich gelegenen großen Bucht. Der See hat eine maximale Breite von ca. 300 m und eine maximale Länge von ca. 600 m.
Der Överdiek entwässert über die Mühlenau in den südöstlich gelegenen  Hemmelsdorfer See.
Er wird als Angelsee genutzt.